# Daphne Reid
Daphne Maxwell Reid (New York, 13 juli 1948) is een Amerikaanse actrice, vooral bekend geworden als Vivian Banks uit The Fresh Prince of Bel-Air. Ze was wel de tweede actrice die deze rol vertolkte, want van 1990 tot 1993 werd de rol gespeeld door Janet Hubert-Whitten. Sinds 2022 heeft Reid een gastrol in de reboot Bel-Air.
Sinds 1982 is Daphne Reid getrouwd met acteur Tim Reid.

## Filmografie
- Bel-Air televisieserie - Helen (gastrol, 2022)
- Polly and Marie televisiefilm - Rechter Landers (2007)
- Eve televisieserie - Frances Hunter (6 afl., 2003-2006)
- Slavery and the Making of America televisieserie - Harriet Jacobs (Afl., Seeds of Destruction, 2005)
- Crossing Jordan televisieserie - Mrs. Avery (Afl., Justice Delayed, 2004)
- Alley Cats Strike (televisiefilm, 2000) - Mrs. McLemore
- Linc's televisieserie - Eartha (Afl., Lovers and Other Traitors, 1999)
- In the House televisieserie - Cleo Stanton (Afl., My Pest Friend's Wedding, 1998)
- Asunder (1998) - Marty's vrouw
- Sister, Sister televisieserie - Charmagne (Afl., Double Exposure, 1996)
- The Fresh Prince of Bel-Air televisieserie - Vivian Banks (72 afl., 1993-1996)
- Once Upon a Time...When We Were Colored (1995) - Miss Maxey
- The Cosby Show televisieserie - Millicent (Afl., Clair's Reunion, 1992)
- You Must Remember This (televisiefilm, 1992) - Coach Dawson
- Snoops televisieserie - Micki Dennis (Afl. onbekend, 1989-1990)
- CBS Summer Playhouse televisieserie - Presentatrice (Afl. onbekend, 1987-1989)
- Murder, She Wrote televisieserie - Nan Wynn (Afl., The Body Politic, 1988)
- Frank's Place televisieserie - Hanna Griffin (Afl. onbekend, 1987-1988)
- The Long Journey Home (televisiefilm, 1987) - Joan Haines
- Cagney & Lacey televisieserie - Noreen Adler (Afl., The Clinic, 1985)
- Hill Street Blues televisieserie - Nieuwslezeres (Afl., Blues in the Night, 1985)
- The A-Team televisieserie - Game Warden Kamora Kaboko (Afl., Skins, 1985)
- Paper Dolls televisieserie - Nancy (Afl., Episode 1.13, 1984)
- Protocol (1984) - Helene
- Matt Houston televisieserie - Mrs. Richards (Afl., Stolen, 1984)
- The Duck Factory televisieserie - Verkoopster (Afl., Filling Buddy's Shoes, 1984)
- Simon & Simon televisieserie - Reporter Temple Hill (Afl., The Wrong Stuff, 1984)
- The A-Team televisieserie - Nurse Lewis (Afl., There's Always a Catch, 1983)
- Hardcastle and McCormick televisieserie - Rol onbekend (Afl., Once Again with Vigorish, 1983)
- The Love Boat televisieserie - Rol onbekend (Afl., Pal-I-Money-O-Mine/Does Father Know Best?/An 'A' for Gopher, 1982)
- WKRP in Cincinnati televisieserie - Jessica Langtree (Afl., Circumstantial Evidence, 1982)
- Hill Street Blues televisieserie - Sheila Roberts (Afl., Chipped Beef, 1981)
- WKRP in Cincinnati televisieserie - Elaine Parker (Afl., Real Families, 1980)
- Coach of the Year (televisiefilm, 1980) - Merissa Lane
- A Man Called Sloane televisieserie - Dr. Karla Meredith (Afl., The Shangri-La Syndrome, 1979)
- The Duke televisieserie - Rol onbekend (Afl., Long and Thin, Lorna Lynn, 1979)
- The Duke televisieserie - Rol onbekend (Afl., The Pilot: Duke, 1979)